# Peter Leibing
Peter Leibing fue un fotógrafo alemán, conocido por su fotografía de 1961, la cual muestra al soldado fronterizo Conrad Schumann saltando sobre una barricada de alambre de púas, durante la construcción del muro de Berlín, para huir desde la Alemania Oriental hacia la Alemania Occidental.

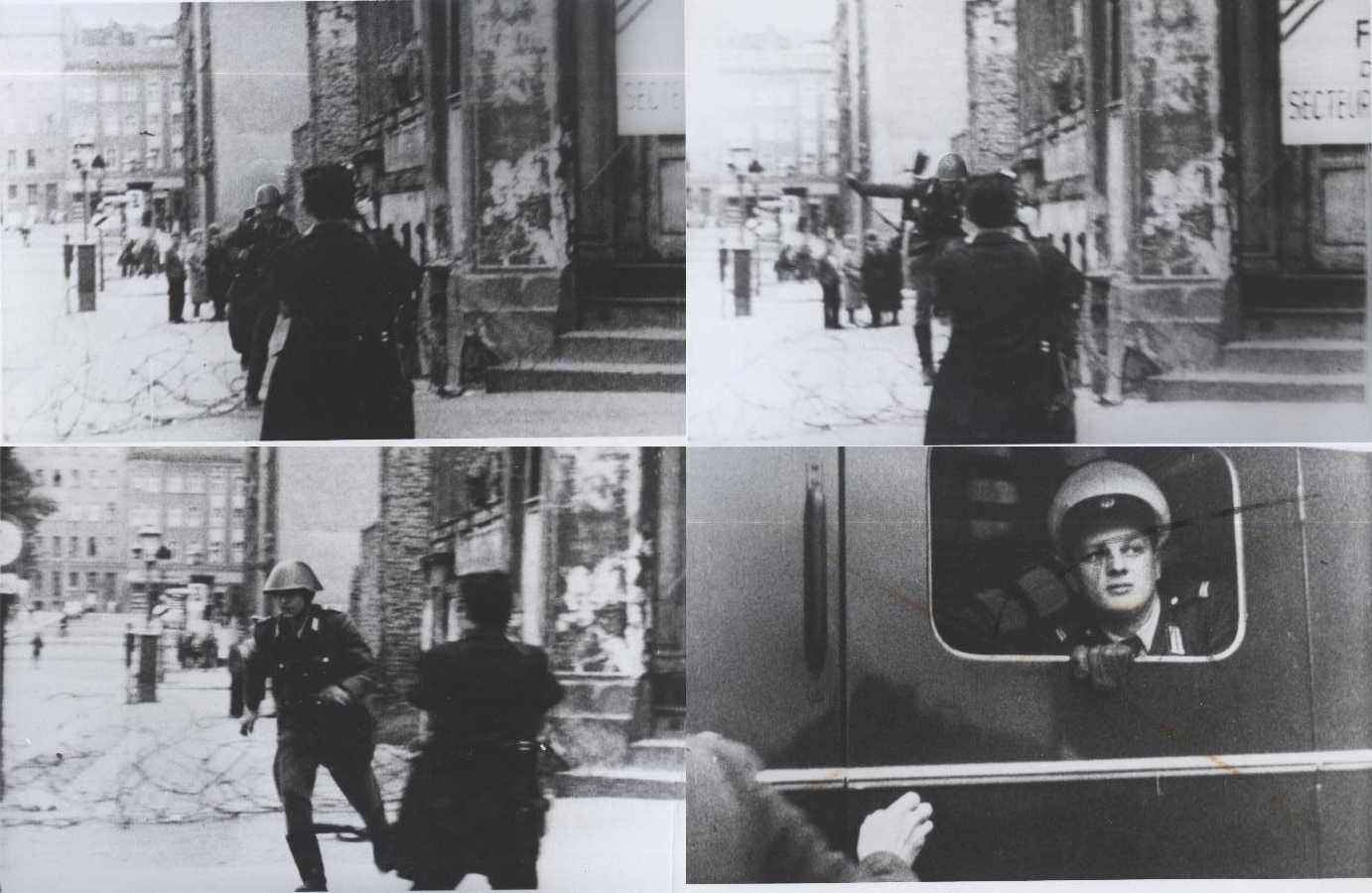
El escape de Schumann en agosto de 1961

El 15 de agosto de 1961, Leibing, quien trabajaba para la agencia de Hamburgo Contiepress, había sido informado por la policía que un guardia fronterizo de la Alemania comunista podría saltar el muro de Berlín, que se encontraba en su tercer día de construcción.
En aquella etapa de construcción, el muro, que había sido comenzado dos días antes, consistía únicamente de una valla de alambre de espino. Mientras la gente de la parte occidental gritaba Komm rüber! ("ven aquí"), Leibing tomó una foto de Schumann, un soldado de 19 años, saltando la valla y culminando su huida. La foto se convirtió en un símbolo de la Guerra Fría y recibió el premio a la mejor fotografía de 1961 del Overseas Press Club.